# フェリードゥーン・ザンディー
フェリードゥーン・ザンディー （ペルシア語:  فريدون زندى、ラテン表記:Ferydoon Zandi、1979年4月26日 - ） はドイツ出身の元サッカー選手。現役時代のポジションはミッドフィルダー。

## 来歴
2005年にイラン代表デビュー。2006 FIFAワールドカップのメンバーにも選出、2試合に出場した。AFCアジアカップ2007では全4試合に出場、1得点を決めた。2009年までに29試合に出場、5得点をあげた。

## 人物
ドイツ生まれでU-21ドイツ代表でプレーしながらもイランサッカー連盟の要請を受け、父親の母国であるイラン代表に加入した選手。左足から繰り出すパスの精度は高く、プレースキッカーしての能力も高い。尊敬する選手はディエゴ・マラドーナ。
代表ではゲームメーカーとしての役割を担い、2006 FIFAワールドカップドイツ大会本大会出場を決める得点をアシストした。
クラブではレギュラー確保とは言えないが評価は高い。本人は中盤の底でのプレーを望んでいるようだが現時点では左サイドで起用されている。
ルックスも良く、女性ファンにも人気が高い。代表戦などでイランに赴くとマスコミやファンが殺到し騒ぎになることが度々ある。

## 所属クラブ
- SVメッペン 1998-2000
- SCフライブルク 2000-2002
- VfBリューベック 2002-2004
- 1.FCカイザースラウテルン 2004-2006
- TuSコブレンツ 2006-2007
- アポロン・リマソル 2007
- オリンピアコス・ニコシア 2008
- アルキ・ラルナカFC 2008-2009
- スティール・アジン 2009-2010
- スティール・アジン 2010-2011
- エステグラル 2011-2012
- アル・アハリ・ドーハ 2012-2014

## 代表歴

### 出場大会
- イラン代表
  - 2006 FIFAワールドカップ

### 試合数
- 国際Aマッチ 29試合 5得点（2005年-2009年）[2]

| イラン代表 | 国際Aマッチ | 国際Aマッチ |
| 年         | 出場        | 得点        |
| ---------- | ----------- | ----------- |
| 2005       | 8           | 1           |
| 2006       | 4           | 0           |
| 2007       | 6           | 1           |
| 2008       | 6           | 1           |
| 2009       | 5           | 2           |
| 通算       | 29          | 5           |

## タイトル
エステグラル
- ハズフィー・カップ: 2011-12